# Giải vô địch bóng đá U-18 Đông Nam Á 2017
Giải vô địch bóng đá U-18 Đông Nam Á 2017 sẽ là giải vô địch bóng đá U-19 Đông Nam Á lần thứ 14, do Liên đoàn bóng đá Đông Nam Á được tổ chức. Giải đã được chủ nhà bởi Myanmar lần thứ hai. Myanmar đã bốc thăm ra vòng bảng trong mùa giải trước. Giải sẽ được thi đấu vào tháng 9 năm 2017. 11 trong số 12 thành viên hiệp hội của Liên đoàn bóng đá Đông Nam Á đã tham gia giải đấu gồm có hai bảng của 5 và 6 đội.

## Các đội tuyển tham dự
Tất cả 12 đội tuyển đến từ thành viên hiệp hội của Liên đoàn bóng đá Đông Nam Á có đủ điều kiện cho giải đấu. Giải vô địch bóng đá U-19 Đông Nam Á thống trị − Úc đã không tham gia giải đấu. Tại cuộc họp thứ 9 của Hội đồng AFF, New Zealand đã thú vị tại được một vị khách mời cho giải vô địch bóng đá U-18 Đông Nam Á 2017. Các đương kim ASEAN U-19 vô địch - Úc đã không nhập giải đấu. Tại cuộc họp thứ 9 của AFF Hội đồng, New Zealand là thú vị tại là một vị khách mời cho AFF U-18 vô địch năm 2017. Bốc thăm chính thức cũng đã được tiến hành để quyết định trận đấu của giải thi đấu và New Zealand đã được trong bảng B. Tuy nhiên, New Zealand đã rút khỏi từ giải đấu, dựa trên thời khóa biểu mới nhất. Tổng cộng có 11 đội tuyển đến từ 11 thành viên hiệp hội tham gia vào giải đấu, được liệt kê dưới đây:
| Đội tuyển   | Hiệp hội         | Lần tham dự | Thành tích tốt nhất trước đây                        |
| ----------- | ---------------- | ----------- | ---------------------------------------------------- |
| Thái Lan    | HHBĐ Thái Lan    | 13th        | Vô địch (2002, 2009, 2011, 2015)                     |
| Việt Nam    | LĐBĐ Việt Nam    | 13th        | Vô địch (2007)                                       |
| Campuchia   | LĐBĐ Campuchia   | 8th         | Vòng bảng (2002, 2007, 2009, 2011, 2013, 2015, 2016) |
| Brunei      | LĐBĐ Brunei      | 7th         | Vòng bảng (2002, 2005, 2007, 2011, 2013, 2015)       |
| Indonesia   | HHBĐ Indonesia   | 8th         | Vô địch (2013)                                       |
| Lào         | LĐBĐ Lào         | 9th         | Hạng ba (2002, 2005, 2015)                           |
| Malaysia    | HHBĐ Malaysia    | 11th        | Á quân (2003, 2005, 2006, 2007)                      |
| Myanmar     | LĐBĐ Myanmar     | 11th        | Vô địch (2003, 2005)                                 |
| Philippines | LĐBĐ Philippines | 7th         | Vòng bảng (2002, 2003, 2011, 2015, 2016)             |
| Singapore   | HHBĐ Singapore   | 10th        | Hạng ba (2003)                                       |
| Đông Timor  | LĐBĐ Đông Timor  | 6th         | Hạng ba (2013)                                       |

| Không tham dự |
| ------------- |
| Úc            |

| Rút lui      |
| ------------ |
| New Zealand1 |

Ghi chú
1 Không phải thành viên AFF.

## Địa điểm
| Yangon                | Yangon                |
| --------------------- | --------------------- |
| Sân vận động Thuwunna | Sân vận động Aung San |
| Sức chứa: 32.000      | Sức chứa: 40.000      |
|                       |                       |

## Vòng bảng
- Tất cả các trận đấu được tổ chức ở Yangon, Myanmar
- Tất cả các thời gian theo giờ địa phương, MST (UTC+6:30).

### Bảng A
| VT | Đội        | ST | T | H | B | BT | BB | HS  | Đ  | Giành quyền tham dự     |
| -- | ---------- | -- | - | - | - | -- | -- | --- | -- | ----------------------- |
| 1  | Malaysia   | 5  | 4 | 1 | 0 | 13 | 3  | +10 | 13 | Vòng đấu loại trực tiếp |
| 2  | Thái Lan   | 5  | 4 | 1 | 0 | 9  | 2  | +7  | 13 | Vòng đấu loại trực tiếp |
| 3  | Đông Timor | 5  | 2 | 1 | 2 | 7  | 10 | −3  | 7  |                         |
| 4  | Singapore  | 5  | 2 | 0 | 3 | 10 | 11 | −1  | 6  |                         |
| 5  | Campuchia  | 5  | 1 | 1 | 3 | 8  | 10 | −2  | 4  |                         |
| 6  | Lào        | 5  | 0 | 0 | 5 | 5  | 16 | −11 | 0  |                         |

| Thái Lan                                       | 3–0      | Đông Timor |
| ---------------------------------------------- | -------- | ---------- |
| - Eakkanit 42' - Natthawut 83' - Chaiwat 90+1' | Chi tiết |            |

| Malaysia                             | 4–1      | Lào            |
| ------------------------------------ | -------- | -------------- |
| - Razak 28', 90+1' - Rashid 45', 60' | Chi tiết | - Bounkong 48' |

| Singapore                                          | 5–3      | Campuchia                                              |
| -------------------------------------------------- | -------- | ------------------------------------------------------ |
| - Hassim 11' - Mustaffa 17', 35', 45' - Mahler 63' | Chi tiết | - Kakada 3' - Kimchay 20' - Chanthea 29' - Kimheng 90' |

| Malaysia                                         | 3–1      | Singapore       |
| ------------------------------------------------ | -------- | --------------- |
| - Zafuan 58' - Ammar 69' - Fayyadh 90+1' (ph.đ.) | Chi tiết | - Ellison 90+1' |

| Campuchia    | 1–1      | Đông Timor    |
| ------------ | -------- | ------------- |
| - Visinu 27' | Chi tiết | - Xemenes 58' |

| Lào                | 1–2      | Thái Lan                      |
| ------------------ | -------- | ----------------------------- |
| - Phommachai 90+2' | Chi tiết | - Yuthpichai 10' (ph.đ.), 26' |

| Lào | 0–3      | Singapore                               |
| --- | -------- | --------------------------------------- |
|     | Chi tiết | - Daniel 28' - Rafiqin 42' - Idraki 81' |

| Thái Lan     | 1–0      | Campuchia |
| ------------ | -------- | --------- |
| Danusorn 46' | Chi tiết |           |

| Đông Timor | 0–3      | Malaysia                                 |
| ---------- | -------- | ---------------------------------------- |
|            | Chi tiết | - Akhyar 8' - Nurfais 56' - lskandar 90' |

| Campuchia | 0–2      | Malaysia                   |
| --------- | -------- | -------------------------- |
|           | Chi tiết | - Shafizi 22' - Syafiq 54' |

| Đông Timor                      | 3–2      | Lào                               |
| ------------------------------- | -------- | --------------------------------- |
| - Soares 30', 68' - Ximenes 41' | Chi tiết | - Thinolath 15' - Thongsavath 16' |

| Singapore | 0–2      | Thái Lan                        |
| --------- | -------- | ------------------------------- |
|           | Chi tiết | - Yuthpichai 67' - Chokanan 75' |

| Thái Lan    | 1–1      | Malaysia   |
| ----------- | -------- | ---------- |
| - Kaman 63' | Chi tiết | - Akif 50' |

| Lào            | 1–4      | Campuchia                                           |
| -------------- | -------- | --------------------------------------------------- |
| - Bounkong 20' | Chi tiết | - Vicheth 16' - Kimheng 43' - Oy 75' - Chanthea 79' |

| Đông Timor                                | 3–1      | Singapore    |
| ----------------------------------------- | -------- | ------------ |
| - Ximenes 25' - Silva 39' - Conceicao 78' | Chi tiết | - Mahler 34' |

### Bảng B
| VT | Đội         | ST | T | H | B | BT | BB | HS  | Đ | Giành quyền tham dự     |
| -- | ----------- | -- | - | - | - | -- | -- | --- | - | ----------------------- |
| 1  | Indonesia   | 4  | 3 | 0 | 1 | 19 | 4  | +15 | 9 | Vòng đấu loại trực tiếp |
| 2  | Myanmar (H) | 4  | 3 | 0 | 1 | 17 | 3  | +14 | 9 | Vòng đấu loại trực tiếp |
| 3  | Việt Nam    | 4  | 3 | 0 | 1 | 17 | 3  | +14 | 9 |                         |
| 4  | Brunei      | 4  | 1 | 0 | 3 | 4  | 25 | −21 | 3 |                         |
| 5  | Philippines | 4  | 0 | 0 | 4 | 2  | 24 | −22 | 0 |                         |
| 6  | New Zealand | 0  | 0 | 0 | 0 | 0  | 0  | 0   | 0 | Rút lui                 |

| Philippines               | 2–3      | Brunei                                             |
| ------------------------- | -------- | -------------------------------------------------- |
| - Suba 31' - Tacardon 55' | Chi tiết | - Mateen 32' - Asyraffahmi 49' (ph.đ.) - Wadud 65' |

| Indonesia        | 2–1      | Myanmar                |
| ---------------- | -------- | ---------------------- |
| - Egy 72', 90+3' | Chi tiết | - Myat Kaung Khant 28' |

| Brunei            | 1–8      | Việt Nam |
| ----------------- | -------- | --- |
| - Asyraffahmi 43' | Chi tiết | - Lê Xuân Tú 15', 74' - Nguyễn Hồng Sơn 26' - Trần Văn Công 45+1' - Đặng Văn Tới 77' (ph.đ.) - Nguyễn Khắc Khiêm 78', 90+1' - Mai Sỹ Hoàng 89' |

| Philippines  | 0–9      | Indonesia                                                                                       |
| ------------ | -------- | ----------------------------------------------------------------------------------------------- |
| Kameraad 90' | Chi tiết | - Feby 7', 67', 87' - Egy 21', 37' (ph.đ.) - Iqbal 25', 39' - Rafli 90+1' (ph.đ.) - Resky 90+2' |

| Việt Nam                                                                                   | 5–0      | Philippines |
| ------------------------------------------------------------------------------------------ | -------- | ----------- |
| - Trần Văn Công 21', 45+3' - Bùi Hoàng Việt Anh 45' - Trần Bảo Toàn 76' - Lê Minh Bình 90' | Chi tiết |             |

| Myanmar                                                                    | 7–0      | Brunei |
| -------------------------------------------------------------------------- | -------- | ------ |
| - Eant Maw Oo 9' - Naing Ko Ko 24', 65' - Win Naing Tun 45', 60', 62', 77' | Chi tiết |        |

| Indonesia | 0–3      | Việt Nam                                       |
| --------- | -------- | ---------------------------------------------- |
|           | Chi tiết | - Lê Văn Nam 41', 45' - Bùi Hoàng Việt Anh 86' |

| Philippines | 0–7      | Myanmar                                                                              |
| ----------- | -------- | ------------------------------------------------------------------------------------ |
|             | Chi tiết | - Pyae Sone Naing 51', 74' - Win Naing Tun 56', 63', 85' - Myat Kaung Khant 76', 89' |

| Brunei | 0–8      | Indonesia                                                          |
| ------ | -------- | ------------------------------------------------------------------ |
|        | Chi tiết | - Rafli 1', 42', 45' - Egy 18', 23' - Witan 41', 67' - Saghara 68' |

| Myanmar                                    | 2–1      | Việt Nam             |
| ------------------------------------------ | -------- | -------------------- |
| - Myat Kaung Khant 74' - Lwin Moe Aung 86' | Chi tiết | - Nguyễn Hồng Sơn 1' |

## Vòng đấu loại trực tiếp
Trong vòng đấu loại trực tiếp, loạt sút đá luân lưu được sử dụng để quyết định đội thắng nếu cần thiết.

### Sơ đồ
|  | Bán kết             | Bán kết  |                     |       | Chung kết | Chung kết |
|  |                     |          |                     |       |           |           |
|  | 15 tháng 9 – Yangon |          |                     |       |           |           |
|  |                     |          |                     |       |           |           |
|  | Indonesia           | 0 (2)    |                     |       |           |           |
|  | Indonesia           | 0 (2)    | 17 tháng 9 – Yangon |       |           |           |
|  | Thái Lan (p)        | 0 (3)    |                     |       |           |           |
|  | Thái Lan (p)        | 0 (3)    | Thái Lan            | 2     |           |           |
|  | 15 tháng 9 – Yangon |          | Thái Lan            | 2     |           |           |
|  |                     | Malaysia | 0                   |       |           |           |
|  | Malaysia (p)        | Malaysia | 0                   | 0 (5) |           |           |
|  | Malaysia (p)        |          |                     | 0 (5) |           |           |
|  | Myanmar             | 0 (4)    |                     |       |           |           |
|  | Myanmar             | 0 (4)    | Hạng ba             |       |           |           |
|  |                     |          |                     |       |           |           |
|  | 17 tháng 9 – Yangon |          |                     |       |           |           |
|  |                     |          |                     |       |           |           |
|  | Indonesia           | 7        |                     |       |           |           |
|  | Indonesia           | 7        |                     |       |           |           |
|  | Myanmar             | 1        |                     |       |           |           |

### Bán kết
| Indonesia                                         | 0–0 | Thái Lan                                    |
| ------------------------------------------------- | --- | ------------------------------------------- |
| - Ramdani 44'                                     |     |                                             |
| Loạt sút luân lưu                                 |     |                                             |
| - Egy - Iqbal - Luthfi - Nurhidayat - Marasabessy | 2–3 | - Kritsada - Nattawut - Chokanan - Teerapat |

| Malaysia                                              | 0–0 | Myanmar                                                                            |
| ----------------------------------------------------- | --- | ---------------------------------------------------------------------------------- |
|                                                       |     |                                                                                    |
| Loạt sút luân lưu                                     |     |                                                                                    |
| - Hadi - Zafuan - Izzudin - Nurfais - Ammar - Syaiful | 5–4 | - Pyae S Naing - Than H Zin - Myat K Khant - Naing Ko Ko - Soe M Kyaw - Aung W Soe |

### Tranh hạng ba
| Indonesia                                                        | 7–1      | Myanmar               |
| ---------------------------------------------------------------- | -------- | --------------------- |
| - Rafli 14', 59' - Witan 27' - Egy 35', 86' - Saghara 72', 90+3' | Chi tiết | Pyae Sone Naing 90+2' |

### Chung kết
| Thái Lan                                      | 2–0      | Malaysia |
| --------------------------------------------- | -------- | -------- |
| - Eakkanit 48' - Kritsada 51' - Wudtichai 67' | Chi tiết |          |

### Giải thưởng
| Cầu thủ xuất sắc nhất | Giải ghi bàn hàng đầu | Giải phong cách |
| --------------------- | --------------------- | --------------- |
| Egy Maulana Vikri     | Egy Maulana Vikri     | Thái Lan        |

## Cầu thủ ghi bàn
8 bàn
- Egy Maulana Vikri

7 bàn
- Win Naing Tun

6 bàn
- Rafli Mursalim
- Myat Kaung Khant

3 bàn
- Feby Eka Putra
- Hanis Saghara Putra
- Witan Sulaiman
- Hadi Fayyadh
- Akhyar Rashid
- Pyae Sone Naing
- Danial Mustaffa
- Yuthpichai Lertlum
- Lourenco Ximenes
- Trần Văn Công

2 bàn
- Nur Asyraffahmi Norsamri
- Sieng Chanthea
- Muhammad Iqbal
- Bounphachan Bounkong
- Naing Ko Ko
- Joao Panji dos Santos Soares
- Jacob Mahler
- Bùi Hoàng Việt Anh
- Nguyễn Khắc Khiêm
- Lê Văn Nam
- Nguyễn Hồng Sơn
- Lê Xuân Tú

1 bàn
- Sin Kakada
- Touch Kimchay
- Chhoeung Visinu
- Tray Vicheth
- Teat Kimheng
- Phom Oy
- Abdul Wadud Ramli
- Abdul Mateen Said
- Resky Fandy Witriawan
- Phoutthasit Phommachai
- Chanthachone Thinolath
- Lektoxa Thongsavath
- Ammar Alias
- Zafuan Azeman
- Saiful Iskandar
- Nurfais Johari
- Muhammad Syafiq Danial
- Shafizi Iqmal Md Khirudin
- Nik Akif Syahiran Nik Mat
- Eant Maw Oo
- Lwin Moe Aung
- Mariano Suba
- Paludan Tacardon
- Idraki Mohd Adnan
- Katz Ellison
- Daniel Goh
- Mohammad Hassim
- Muhammad Rafiqin
- Natthawut Chootiwat
- Eakkanit Punya
- Chokanan Saima-in
- Danusorn Somcob
- Chaiwat Weerakitpanit
- Kritsada Kaman
- Orcelio da Silva
- Expedito da Conceicao
- Lê Minh Bình
- Mai Sỹ Hoàng
- Trần Bảo Toàn
- Đặng Văn Tới